# Плишка, Пол
Пол Плишка (англ. Paul Plishka; 28 августа 1941, Олд-Фордж, США — 4 февраля 2025) — американский оперный певец (бас).

## Биография
Пол Плишка родился 28 августа 1941 года в Олд-Фордже, штат Пенсильвания, в семье потомков украинских мигрантов — его бабушка и дедушка покинули Российскую империю в 1912 году. Когда его отец получил новую работу, семья была вынуждена переехать в Патерсон, штат Нью-Джерси. Обучался в Средней школе Истсайда, а также в Государственном колледже города Монтклер. В школе он начал петь в хоре, где его услышал один из учителей, начинающий оперный певец Луи Бисио. По приглашению Бисио Плишка участвовал в постановке мюзикла Ричарда Роджерса «Оклахома!» в партии Джада. Вскоре после этого семнадцатилетний Плишка получил приглашение работать в Лирической опере Патерсона, которую создавали Бисио и его друг Армен Бояджян, впоследствии ставший педагогом Пола по вокалу.
С 1961 по 1964 сотрудничал с Лирической оперой Патерсона, где исполнил ведущие басовые партии в операх Верди «Дон Карлос» (Филипп II) и «Сила судьбы» (Падре Гуардиано) и опере Доницетти «Лючия ди Ламмермур» (Раймонд). В 1964 году прошёл прослушивание в Оперу Балтимора, а затем победил в региональных прослушиваниях в Метрополитен-опера, с которой заключил контракт. В 1965 — 1967 годах участвовал в спектаклях Национальной труппы Метрополитен-опера, которая являлась дополнительной гастрольной группой театра.
21 сентября 1967 года в партии Монаха в опере Понкьелли «Джоконда» состоялся дебют Пола Плишки на сцене Метрополитен опера (партнёрами Плишки по сцене в тот вечер были Рената Тебальди, Флавиано Лабо, Шерил Милнз, Бисерка Цвеич и Бональдо Джайотти, а также маэстро Фаусто Клева). В последующие десятилетия значительная часть творческой деятельности Плишки была связана с этим театром, на сцене которого он выступил 1672 раза.
Выступал также в крупнейших оперных театрах и на фестивалях: Опера Сан-Франциско (дебют в 1976 году в партии Падре Гуардиано в опере Верди «Сила судьбы»), Королевский оперный театр Ковент-гарден (дебют в 1977 году в партии Рамфиса в опере Верди «Аида»), Ла Скала (дебют в 1981 году в партии Пимена в опере Мусоргского «Борис Годунов»), Лирическая опера Чикаго (дебют в 1981 году в партии Банко в опере Верди «Макбет»), Большой театр «Лисео» (дебют в 1983 году в партии Падре Гуардиано в опере Верди «Сила судьбы»), Зальцбургский фестиваль (дебют в 1998 году в партии Великого инквизитора в опере Верди «Дон Карлос»), а также театрах и залах Филадельфии, Сиэтла, Балтимора, Хьюстона, Далласа, Сан-Диего, Торонто, Монреаля, Ванкувера, Женевы, Мюнхена, Гамбурга, Берлина, Цюриха, Парижа, Москвы (в 1988 году состоялся концерт Большом театре) и Киева (в 1988 году исполнял заглавную партию в опере Мусоргского «Борис Годунов»).
Помимо творческой занимался и общественной деятельностью: являлся патроном Международного профессионального музыкального братства «Дельта Омикрон».
10 марта 2018 года последний раз вышел на сцену в Метрополитен-опера в партиях Бенуа и Альциндора в опере Пуччини «Богема».
Проживал в Уилмингтоне, штат Северная Каролина.
Скончался 4 февраля 2025 года.

## Репертуар
| Композитор               | Опера                               | Партия                                 |
| ------------------------ | ----------------------------------- | -------------------------------------- |
| Винченцо Беллини         | Норма                               | Оровезо                                |
| Винченцо Беллини         | Пуритане                            | Сэр Джордж                             |
| Винченцо Беллини         | Сомнамбула                          | Алессио / Родольфо                     |
| Гектор Берлиоз           | Троянцы                             | Нарбал                                 |
| Людвиг ван Бетховен      | Фиделио                             | Дон Фернандо / Рокко                   |
| Жорж Бизе                | Кармен                              | Цунига                                 |
| Бенджамин Бриттен        | Билли Бадд                          | Датчанин                               |
| Бенджамин Бриттен        | Питер Граймс                        | Хобсон                                 |
| Рихард Вагнер            | Летучий голландец                   | Даланд                                 |
| Рихард Вагнер            | Лоэнгрин                            | Дворянин                               |
| Рихард Вагнер            | Парсифаль                           | Титурель                               |
| Рихард Вагнер            | Тристан и Изольда                   | Король Марк                            |
| Курт Вайль               | Расцвет и падение города Махагони   | Вольф Джо                              |
| Джузеппе Верди           | Аида                                | Фараон / Рамфис                        |
| Джузеппе Верди           | Бал-маскарад                        | Том / Самуэль                          |
| Джузеппе Верди           | Дон Карлос                          | Монах / Великий инквизитор / Филипп II |
| Джузеппе Верди           | Ломбардцы в первом крестовом походе | Пагано                                 |
| Джузеппе Верди           | Луиза Миллер                        | Вурм / граф Вальтер                    |
| Джузеппе Верди           | Макбет                              | Банко                                  |
| Джузеппе Верди           | Набукко                             | Захария                                |
| Джузеппе Верди           | Отелло                              | Лодовико                               |
| Джузеппе Верди           | Разбойники                          | граф Максимилиан фон Моор              |
| Джузеппе Верди           | Реквием                             | Партия баса                            |
| Джузеппе Верди           | Риголетто                           | граф Чепрано/Спарафучиле               |
| Джузеппе Верди           | Сила судьбы                         | Падре Гуардиано                        |
| Джузеппе Верди           | Симон Бокканегра                    | Пьетро / Якопо Фиеско                  |
| Джузеппе Верди           | Сицилийская вечерня                 | Роберто / Джованни да Прочида          |
| Джузеппе Верди           | Стиффелио                           | Йорг                                   |
| Джузеппе Верди           | Травиата                            | Доктор Гренвиль                        |
| Джузеппе Верди           | Трубадур                            | Феррандо                               |
| Джузеппе Верди           | Фальстаф                            | Фальстаф                               |
| Джузеппе Верди           | Эрнани                              | Дон Руй Гомес де Сильва                |
| Фроманталь Галеви        | Жидовка                             | кардинал де Броньи                     |
| Георг Фридрих Гендель    | Альцина                             | Мелиссо                                |
| Георг Фридрих Гендель    | Самсон                              | Харафа                                 |
| Шарль Гуно               | Ромео и Джульетта                   | Лоренцо / граф Капулетти               |
| Шарль Гуно               | Фауст                               | Мефистофель                            |
| Антонин Дворжак          | Русалка                             | Гном                                   |
| Лео Делиб                | Лакме                               | Никаланта                              |
| Умберто Джордано         | Андре Шенье                         | Матье                                  |
| Гаэтано Доницетти        | Анна Болейн                         | Генрих VIII                            |
| Гаэтано Доницетти        | Джемма ди Верджи                    | Гвидо                                  |
| Гаэтано Доницетти        | Дон Паскуале                        | Дон Паскуале                           |
| Гаэтано Доницетти        | Любовный напиток                    | Дулькамара                             |
| Гаэтано Доницетти        | Лючия ди Ламмермур                  | Раймонд                                |
| Жюль Массне              | Вертер                              | Судья                                  |
| Жюль Массне              | Иродиада                            | Фануэль                                |
| Жюль Массне              | Манон                               | граф де Гриё                           |
| Жюль Массне              | Сид                                 | Дон Диего                              |
| Джакомо Мейербер         | Гугеноты                            | Марсель                                |
| Вольфганг Амадей Моцарт  | Волшебная флейта                    | Страж / Зарастро                       |
| Вольфганг Амадей Моцарт  | Дон Жуан                            | Командор / Лепорелло                   |
| Вольфганг Амадей Моцарт  | Свадьба Фигаро                      | Бартоло / Фигаро                       |
| Модест Мусоргский        | Борис Годунов                       | Варлаам / Пимен / Борис Годунов        |
| Модест Мусоргский        | Хованщина                           | Досифей                                |
| Жак Оффенбах             | Сказки Гофмана                      | Креспель                               |
| Амилькаре Понкьелли      | Джоконда                            | Монах / Альвизе Бадоэро                |
| Сергей Прокофьев         | Война и мир                         | Кутузов                                |
| Сергей Прокофьев         | Игрок                               | Директор казино                        |
| Джакомо Пуччини          | Богема                              | Бенуа / Альциндор / Коллен             |
| Джакомо Пуччини          | Девушка с Запада                    | Эшби                                   |
| Джакомо Пуччини          | Джанни Скикки                       | Симоне / Спинеллоччо                   |
| Джакомо Пуччини          | Мадам Баттерфляй                    | Бонза                                  |
| Джакомо Пуччини          | Манон Леско                         | Трактирщик                             |
| Джакомо Пуччини          | Тоска                               | Тюремщик / Ризничий                    |
| Джакомо Пуччини          | Плащ                                | Тальпа                                 |
| Джакомо Пуччини          | Турандот                            | Тимур                                  |
| Николай Римский-Корсаков | Царская невеста                     | Собакин                                |
| Джоаккино Россини        | Золушка                             | Алидоро                                |
| Джоаккино Россини        | Севильский цирюльник                | Бартоло / Дон Базилио                  |
| Камиль Сен-Санс          | Самсон и Далила                     | Старый иудей / Абемелех                |
| Бедржих Сметана          | Либуше                              | Хрудош                                 |
| Бедржих Сметана          | Проданная невеста                   | Кецал                                  |
| Игорь Стравинский        | Похождение повесы                   | Ник Шэдоу                              |
| Фридрих фон Флотов       | Марта                               | Судья                                  |
| Пётр Чайковский          | Евгений Онегин                      | Гремин                                 |
| Пётр Чайковский          | Пиковая дама                        | Сурин                                  |
| Франческо Чилеа          | Адриана Лекуврёр                    | Кино                                   |
| Рихард Штраус            | Ариадна на Наксосе                  | Труффальдино                           |
| Рихард Штраус            | Кавалер розы                        | Нотариус / Полицейский комиссар        |
| Рихард Штраус            | Электра                             | Страж                                  |
| Леош Яначек              | Енуфа                               | Староста                               |

## Награды
- Премия губернатора Пенсильвании за выдающиеся достижения в области искусства[9].
- Включен в Зал славы великих американских оперных певцов[9].